# João Zero
João Zero (São Paulo, Bixiga, 7 de agosto de 1950) é um cartunista brasileiro.
É contemporâneo dos irmãos Chico e Paulo Caruso, Angeli, Laerte e Bruno Liberati, entre outros. Todos se reuniam para ilustrar o Jornal Movimento, editado por Raimundo Rodrigues Pereira, durante a ditadura militar. Neste período escrevia-se duas edições completas para que, após a censura efetuar os cortes, sobrasse ao menos uma edição para ser impressa.
Zero teve seus cartuns publicados também na revista IstoÉ, Jornal Versus, Jornal da República, Ovelha Negra e Folha de S.Paulo. Actualmente mantém uma home-page de humor além de ilustrar diversos livros com diferentes temas.
Adepto da técnica pena e tinta nanquim, usa o computador apenas para colorir seus trabalhos.